# Phillyrea latifolia
L'ilatro comune (Phillyrea latifolia L., 1753) è un  arbusto o piccolo albero appartenente alla famiglia (tassonomia) delle Oleacee.
È una specie tipica della macchia mediterranea.

## Descrizione

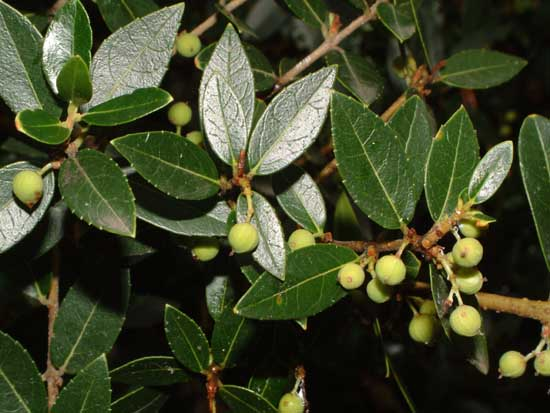
Foglie e frutti

È un arbusto sempreverde legnoso che può raggiungere l'altezza di 6–7 m.
Le foglie sono semplici, opposte, sempreverdi.
I fiori sono dioici, piccoli, bianchi, con 4 sepali e 4 petali riuniti parzialmente in un breve tubo. I fiori sono raccolti in brevi grappoli ascellari.
I frutti sono drupe carnose, nere a maturazione, vagamente simili alle olive, ma più piccoli, più rotondi e riuniti in grappoli.
La pianta è molto simile al Rhamnus alaternus che è chiamato alaterno, che ha foglie solitamente alterne.

## Distribuzione e habitat
Originario del bacino mediterraneo, predilige climi miti e soleggiati e vegeta sino a 800 m di quota.

## Propagazione
Si moltiplica per propaggine che, fatte in autunno, mettono radici nel secondo anno e possono essere messe a dimora nel terzo anno.